# Barnes Hill (St. George)
Barnes Hill ist eine Siedlung in der Parish of Saint George im Norden der Insel Antigua im Staat Antigua und Barbuda.

## Lage und Landschaft
Barnes Hill liegt im Norden der Insel im Parish of Saint George an der Grenze zum Parish of Saint John zwischen New Winthorpes und Osbourne sowie dem Flughafen V.C. Bird International. 
Zur Volkszählung 2001 hatte Barnes Hill 798 Einwohner. Östlich des Ortes erheben sich die Hügel Barnes Hill und Powells Hill.